# Camptochaete subporotrichoides
Camptochaete subporotrichoides är en bladmossart som beskrevs av Brotherus 1907. Camptochaete subporotrichoides ingår i släktet Camptochaete och familjen Lembophyllaceae. Inga underarter finns listade i Catalogue of Life.